# Estadio G.E.B.A.
De Gimnasia y Esgrima de Buenos Aires (bekend als G.E.B.A. stadion) is een multifunctioneel stadion in de wijk Palermo in Buenos Aires, Argentinië. Dit stadion werd gebruikt voor voetbal- en rugbyclubs. Op dit moment wordt het vooral gebruikt voor concerten.

## Geschiedenis
In 1909 werd in Alumni Athletic Club dit stadion kampioen van het Argentijnse Kampioenschap van dat jaar. In de play-off werd Porteño	verslagen met 2–1
Zowel het nationale voetbalelftal als het nationale Argentijns rugbyteam hebben hier thuiswedstrijden afgewerkt. Het rugbyteam is daar echter mee gestopt, omdat er groter stadions nodig waren voor deze wedstrijden. De laatste wedstrijd was in 1993

## Internationaal toernooi
Dit stadion is gebruikt voor Copa América van 1916, de eerste editie van dat toernooi.  Op dit toernooi werden zes wedstrijden gespeeld. Vijf daarvan in dit stadion, een in Estadio Racing Club.
| № | Datum        | Wedstrijd             | Uitslag | Copa América |
| - | ------------ | --------------------- | ------- | ------------ |
| 1 | 2 juli 1916  | Uruguay – Chili       | 4 – 0   | Groep        |
| 2 | 6 juli 1916  | Argentinië – Chili    | 6 – 1   | Groep        |
| 3 | 8 juli 1916  | Brazilië – Chili      | 1 – 1   | Groep        |
| 4 | 10 juli 1916 | Argentinië – Brazilië | 1 – 1   | Groep        |
| 5 | 12 juli 1916 | Uruguay – Brazilië    | 2 – 1   | Groep        |